# Agustín Medina
Diego Agustín Medina (San Nicolás de los Arroyos, 24 ottobre 2006) è un calciatore argentino, centrocampista del Lanús.

## Carriera
È cresciuto nel settore giovanile del Lanús, con cui ha firmato il primo contratto professionistico il 17 agosto 2024. Ha debuttato in prima squadra il 2 febbraio 2025 nell'incontro di Primera División vinto 2-0 contro il Sarmiento (J).

## Statistiche

### Presenze e reti nei club
Statistiche aggiornate al 14 maggio 2025.
| Stagione        | Squadra         | Campionato      | Campionato | Campionato | Coppe nazionali | Coppe nazionali | Coppe nazionali | Coppe continentali | Coppe continentali | Coppe continentali | Altre coppe | Altre coppe | Altre coppe | Totale | Totale | Totale |
| Stagione        | Squadra         | Comp            | Pres       | Reti       | Comp            | Pres            | Reti            | Comp               | Pres               | Reti               | Comp        | Pres        | Reti        | Pres   | Reti   |        |
| --------------- | --------------- | --------------- | ---------- | ---------- | --------------- | --------------- | --------------- | ------------------ | ------------------ | ------------------ | ----------- | ----------- | ----------- | ------ | ------ | ------ |
| 2025            | Lanús           | PD              | 13         | 0          | CA              | 1               | 0               | CS                 | 5                  | 1                  | -           | -           | -           | 19     | 1      |        |
| Totale carriera | Totale carriera | Totale carriera | 13         | 0          |                 | 1               | 0               |                    | 5                  | 1                  |             | -           | -           | 19     | 1      |        |